# Пеђа Трајковић
Пеђа Трајковић (Котор, 16. фебруар 1956 − Јагодина, 26. август 2022) био је српски песник, сатиричар, карикатуриста, илустратор за децу и драмски писац.

## Биографија
Од године рођења до данас Трајковић живи и ствара у Јагодини. Завршио је Економски факултет у Београду. Оснивач је и сценариста првог српског дечјег кабареа „Шарена радионица“ са којим је поставио на десетине кабаретских и позоришних представа. Уредник је и илустратор књижевних часописа за децу “Гороцвет“, „Ризница“ и Слова на струју“. Поред својих, илустровао је преко 200 књига других аутора.
Његова радио драма „Омча“, у режији Милоша Јагодића, номинована је 2011. године за највећу европску награду у тој категорији „PRIX EUROPE“ у Берлину.
Самосталне изложбе карикатура и илустрација имао је у Јагодини, Брусу, Црвенки, Нишу, Лазаревцу, Бањалуци и Прибоју.
Добитник је великог броја награда за дечју поезију, драмске текстове, илустрације и карикатуру.

## Дела
Илуструје часопис Слова на струју, књижевни часопис за децу у издању Народне библиотеке Радислав Никчевић у Јагодини.

### Књиге за децу
{{Columns-list|2|
- Ко муче ко мјауче, 1998.
- Буквар бонтона, 1998.
- Деца света ,1998.
- Мали буквар (два издања), 1999, 2002.
- Мала б(р)ојанка ( два издања), 1999, 2002.
- Нешто свира из свемира, 1999.
- Баш те волим Јагодино (шест издања),1999, 2000, 2001, 2002, 2003, 2004, 2019, 2020, 2021, 2022.
- Мој тата витез од црног злата, 2000.
- На путу за Оз, 2000.
- Драмчићи, 2000.
- Шарена радионица, 2001
- Чизма главу чува, 2001.
- Да ли лаје морски пас, 2002.
- Чудовишта из дворишта, 2002.
- Све је само рокенрол, 2002.
- Топот бесне глисте, 2002.
- Ен-де-дину, 2002.
- Мали слон, 2002.
- Када будем велика, 2002.
- Када будем велики, 2002.
- Пошо зека у шумицу, 2002.
- Са нокшира до свемира, 2002.
- Правила јака за ђака првака, 2003.
- Дечји манифест, 2003.
- Црвенкапа, вуци, маме и остале заврзламе, 2004.
- Од почетка до почетка, 2004.
- Није лако беба бити, 2005
- Мама често кува слова јер је сека неписмена, 2006.
- И носорог зна да лети, 2007.
- Пет комада комада, 2012.
- Сваког петка уторком у среду, 2015.
- Смешна страна света, 2018.
- Ево зашто гавран личи на писаћи сто, 2020.
- Да ли лаје Морски пас, 2020.
- Ушло куче у сандуче, 2021.
- Књига плава као трава када спава, 2021.
- Једном био ал' сам крио, 2022.

### Књиге за одрасле
- Кап Балкана (са Д. Вулићем), 1997.
- Укус мрака ( са Д. Вулићем), 1998.
- Што да се баци, 2004.
- Како би се развијале врсте да Дарвин није умешао прсте, 2005.
- Шљива, 2006
- На крају крајева (Савремена српска драма), 2009.
- Фајронт ( Савремена српска драма), 2010.

### Методички приручници
- Моје најслађе приредбе (са Б. Стојановић), 2006.
- Живи свет око нас (са Б. Стојановић), 2007.
- Математика у дечјем вртићу (са Б. Стојановић) , 2009.

### Преводи
- Луис Керол: Лов на Снарка, 2015
- Луис Керол : Фантазмагорија, 2016.
- Да ли свиње имају крила, антологија англофоне ведре поезије, 2017.
- Едвард Лир: Изабране песме, 2019.
- Луис Керол: Изабране песме, 2019.
- Луцкаста азбука Едварда Лира, 2021.

### Антологије ( приредио и илустровао)
- Шапутанка (Антологија јагодинских песника за децу), 1999
- Од Змаја до бескраја (Антологија најлепших српских песама за децу), 2005.

## Драме игране у позоришту

### Драме за децу
- Вук длаку мења, али Црвенкапу никако,
- Пепељуга у Земљи чуда,
- Побуна у библиотеци,
- Максим,
- Кад је џунгла нек је са музиком,
- Све је само рокенрол,
- Бајка о бајци,
- Вук и Деда Мраз,
- Ћепевапачипићипи,
- Наш друг Јоца,
- Моја селфи за спавање овца,
- Е, баш Црвенкапа,
- Три прасета,
- Све што сам желела да знам о сексу, али нико није хтео да ми каже,

### Драме за одрасле
- Шљива,
- Повратак у будућност,
- Брвно,
- Фајронт,
- Омча,
- Баш челик поново јаше.

## Радио драме и драмске минијатуре
- Пред вратима Раја,
- Шљива,
- Побуна у библиотеци,
- Омча[4],
- Смак,
- Бубице,
- Вирус

## Награде
- Златна кацига за сатиричну поезију (Крушевац, 1998),
- Прва награда за комедиографски текст (Дани комедије, Јагодина, 2006),
- Прва награда за радио драму (Радио Београд, 2010),
- Прва награда за радио драму за децу (Радио Београд, 2015),
- Награда „Гордана Брајовић“ за књигу године (Вечерње новости, 2015),
- Принц Дечјег царства (Бања Лука, 2016),
- Награда Змајевих дечјих игара (Нови Сад, 2016),
- "Чудни зец", награда за најбољу књигу за децу у 2015. години (Ниш, 2016),
- „Момчило Тешић“, за најбољу књигу у 2015. години, Пожега, 2016,
- „Плави чуперак“, за најбољу књигу у 2018. години, Нови Сад, 2019,
- Плакета „Почасни грађанин Панонског дечјег града“, Панонија, 2019,
- Награда "Сребрно Гашино перо" за најдуховитије литерарно остварење намењено деци, (Лазаревац, 2019),
- Награда Невен, 2021,
- Почасна диплома "Народни учитељ" за посебан допринос развоју образовања и афирмацију факултета (Јагодина, 2021),
- Награда "Златно Гашино перо" за животно дело, (Лазаревац, 2022).